# Primera División de Bolivia 1996
La LFPB 1996 fue la 20º Temporada de la Primera División de Bolivia. Consistió en 2 torneos: Apertura, bajo el formato de fase de grupos, semifinales y final; mientras que el Clausura solo con fase de grupos. Los equipos clasificados de ambos torneos ingresaron al Hexagonal Final para definir el título de Campeón Nacional.

## Equipos y estadios
| Posición | Equipos ascendidos de la Copa Simón Bolívar 1995 |
| -------- | ------------------------------------------------ |
| 1º       | Deportivo Municipal                              |
| 2º       | Chaco Petrolero (indirecto)                      |

| Posición | Equipos descendidos en el Torneo 1995 |
| -------- | ------------------------------------- |
| 11º      | Blooming (indirecto)                  |
| 12º      | Ciclón                                |

El número de equipos para la temporada 1996 sigue siendo 12, el mismo que la temporada anterior.
Ciclón terminó último en la Tabla del Descenso y fue relegado a la Segunda División luego de permanecer por 11 temporadas en Primera División, también Blooming al perder la serie ascenso-descenso indirecto contra Chaco Petrolero, descendiendo por primera vez en su historia. Fueron reemplazados por el campeón de la Copa Simón Bolívar 1995, Deportivo Municipal y el subcampeón Chaco Petrolero.

### Datos de los equipos
| Equipo                  | Fundación                | Ciudad     | Estadio                 | Capacidad |
| ----------------------- | ------------------------ | ---------- | ----------------------- | --------- |
| Bolívar                 | 12 de abril de 1925      | La Paz     | Hernando Siles          | 42.000    |
| Chaco Petrolero         | 15 de abril de 1944      | La Paz     | Hernando Siles          | 42.000    |
| Deportivo Municipal     | 20 de octubre de 1944    | La Paz     | Luis Lastra             | 11.000    |
| Destroyers              | 14 de septiembre de 1948 | Santa Cruz | Ramón Tahuichi Aguilera | 35.000    |
| Guabirá                 | 13 de abril de 1962      | Montero    | Gilberto Parada         | 13.000    |
| Independiente Petrolero | 4 de abril de 1932       | Sucre      | Olímpico Patria         | 30.000    |
| Oriente Petrolero       | 5 de noviembre de 1955   | Santa Cruz | Ramón Tahuichi Aguilera | 35.000    |
| Real Santa Cruz         | 3 de mayo de 1960        | Santa Cruz | Ramón Tahuichi Aguilera | 35.000    |
| San José                | 19 de marzo de 1942      | Oruro      | Jesús Bermúdez          | 30.000    |
| Stormers                | 25 de enero de 1914      | Sucre      | Olímpico Patria         | 30.000    |
| The Strongest           | 8 de abril de 1908       | La Paz     | Hernando Siles          | 42.000    |
| Wilstermann             | 24 de noviembre de 1949  | Cochabamba | Félix Capriles          | 32.000    |

## Torneo Apertura

### Fase de grupos

#### Grupo A
| Pos | Equipo                  | Pts | PJ | G | E | P | GF | GC | Dif |
| --- | ----------------------- | --- | -- | - | - | - | -- | -- | --- |
| 1º  | The Strongest           | 25  | 14 | 7 | 4 | 3 | 31 | 15 | 16  |
| 2º  | Real Santa Cruz         | 24  | 14 | 7 | 3 | 4 | 17 | 14 | 3   |
| 3º  | Deportivo Municipal     | 20  | 14 | 6 | 2 | 6 | 20 | 20 | 0   |
| 4º  | Wilstermann             | 18  | 14 | 4 | 6 | 4 | 21 | 20 | 1   |
| 5º  | Guabirá                 | 13  | 14 | 3 | 4 | 7 | 16 | 24 | -8  |
| 6º  | Independiente Petrolero | 10  | 14 | 2 | 4 | 8 | 15 | 29 | -14 |

#### Fixture
| Deportivo Municipal | 2 - 0 | Real Santa Cruz         | Hernando Siles  | 3 de marzo | 14:00 |
| The Strongest       | 4 - 2 | Wilstermann             | Hernando Siles  | 3 de marzo | 16:00 |
| Guabirá             | 3 - 0 | Independiente Petrolero | Gilberto Parada | 3 de marzo | 18:00 |

| Real Santa Cruz         | 1 - 1 | Guabirá             | Ramón Tahuichi Aguilera | 9 de marzo  | 18:00 |
| Independiente Petrolero | 0 - 3 | The Strongest       | Olímpico Patria         | 10 de marzo | 15:00 |
| Wilstermann             | 1 - 0 | Deportivo Municipal | Félix Capriles          | 10 de marzo | 16:00 |

| Chaco Petrolero   | 3 - 1 | Deportivo Municipal     | Hernando Siles          | 16 de marzo | 16:00 |
| Oriente Petrolero | 1 - 1 | Guabirá                 | Ramón Tahuichi Aguilera | 16 de marzo | 18:00 |
| San José          | 3 - 2 | Wilstermann             | Jesús Bermúdez          | 17 de marzo | 15:00 |
| Stormers          | 1 - 1 | Independiente Petrolero | Olímpico Patria         | 17 de marzo | 15:00 |
| Bolívar           | 0 - 0 | The Strongest           | Hernando Siles          | 17 de marzo | 16:00 |
| Destroyers        | 1 - 1 | Real Santa Cruz         | Ramón Tahuichi Aguilera | 17 de marzo | 18:00 |

| Guabirá                 | 2 - 2 | Wilstermann         | Gilberto Parada | 23 de marzo | 18:00 |
| Independiente Petrolero | 1 - 4 | Real Santa Cruz     | Olímpico Patria | 24 de marzo | 15:00 |
| The Strongest           | 0 - 1 | Deportivo Municipal | Hernando Siles  | 24 de marzo | 16:00 |

| Wilstermann         | 0 - 0 | Independiente Petrolero | Félix Capriles          | 31 de marzo | 16:00 |
| Real Santa Cruz     | 1 - 0 | The Strongest           | Ramón Tahuichi Aguilera | 31 de marzo | 18:00 |
| Deportivo Municipal | 3 - 1 | Guabirá                 | Hernando Siles          | 5 de mayo   | 16:00 |

| Real Santa Cruz         | 1 - 0 | Destroyers        | Ramón Tahuichi Aguilera | 6 de abril | 20:00 |
| Independiente Petrolero | 1 - 1 | Stormers          | Olímpico Patria         | 7 de abril | 16:00 |
| Wilstermann             | 1 - 1 | San José          | Félix Capriles          | 7 de abril | 16:00 |
| The Strongest           | 4 - 1 | Bolívar           | Hernando Siles          | 7 de abril | 16:00 |
| Deportivo Municipal     | 4 - 1 | Chaco Petrolero   | Hernando Siles          | 7 de abril | 18:00 |
| Guabirá                 | 0 - 2 | Oriente Petrolero | Gilberto Parada         | 7 de abril | 18:00 |

| Independiente Petrolero | 1 - 1 | Deportivo Municipal | Olímpico Patria         | 14 de abril | 15:00 |
| Real Santa Cruz         | 2 - 1 | Wilstermann         | Ramón Tahuichi Aguilera | 14 de abril | 18:00 |
| Guabirá                 | 4 - 4 | The Strongest       | Gilberto Parada         | 15 de abril | 18:00 |

| Independiente Petrolero | 2 - 0 | Guabirá             | Olímpico Patria         | 28 de abril | 15:00 |
| Wilstermann             | 2 - 2 | The Strongest       | Félix Capriles          | 28 de abril | 20:00 |
| Real Santa Cruz         | 2 - 0 | Deportivo Municipal | Ramón Tahuichi Aguilera | 28 de abril | 18:00 |

| Guabirá             | 1 - 0 | Real Santa Cruz         | Gilberto Parada | 1 de mayo | 18:00 |
| Deportivo Municipal | 2 - 1 | Wilstermann             | Hernando Siles  | 1 de mayo | 18:00 |
| The Strongest       | 2 - 0 | Independiente Petrolero | Hernando Siles  | 1 de mayo | 20:00 |

| Destroyers        | 0 - 2 | Real Santa Cruz         | Ramón Tahuichi Aguilera | 11 de mayo | 18:00 |
| Chaco Petrolero   | 1 - 1 | Deportivo Municipal     | Hernando Siles          | 11 de mayo | 20:00 |
| San José          | 0 - 0 | Wilstermann             | Jesús Bermúdez          | 12 de mayo | 15:00 |
| Stormers          | 1 - 3 | Independiente Petrolero | Olímpico Patria         | 12 de mayo | 15:00 |
| Bolívar           | 3 - 1 | The Strongest           | Hernando Siles          | 12 de mayo | 16:00 |
| Oriente Petrolero | 2 - 1 | Guabirá                 | Ramón Tahuichi Aguilera | 12 de mayo | 18:00 |

| Real Santa Cruz     | 3 - 1 | Independiente Petrolero | Ramón Tahuichi Aguilera | 18 de mayo | 18:00 |
| Deportivo Municipal | 0 - 4 | The Strongest           | Hernando Siles          | 18 de mayo | 20:00 |
| Wilstermann         | 4 - 0 | Guabirá                 | Félix Capriles          | 19 de mayo | 20:00 |

| Guabirá                 | 1 - 0 | Deportivo Municipal | Gilberto Parada | 28 de mayo | 18:00 |
| Independiente Petrolero | 3 - 3 | Wilstermann         | Olímpico Patria | 28 de mayo | 20:00 |
| The Strongest           | 5 - 0 | Real Santa Cruz     | Hernando Siles  | 29 de mayo | 20:00 |

| Independiente Petrolero | 1 - 3 | Stormers          | Olímpico Patria         | 1 de junio | 15:00 |
| Wilstermann             | 1 - 1 | San José          | Félix Capriles          | 1 de junio | 16:00 |
| Real Santa Cruz         | 0 - 0 | Destroyers        | Ramón Tahuichi Aguilera | 1 de junio | 18:00 |
| Deportivo Municipal     | 1 - 3 | Chaco Petrolero   | Hernando Siles          | 2 de junio | 14:00 |
| The Strongest           | 1 - 1 | Bolívar           | Hernando Siles          | 2 de junio | 16:00 |
| Guabirá                 | 1 - 2 | Oriente Petrolero | Gilberto Parada         | 2 de junio | 18:00 |

| Deportivo Municipal | 3 - 0 | Independiente Petrolero | Hernando Siles | 5 de junio | 18:00 |
| The Strongest       | 1 - 0 | Guabirá                 | Hernando Siles | 5 de junio | 20:00 |
| Wilstermann         | 1 - 0 | Real Santa Cruz         | Félix Capriles | 5 de junio | 20:00 |

#### Grupo B
| Pos | Equipo            | Pts | PJ | G | E | P | GF | GC | Dif |
| --- | ----------------- | --- | -- | - | - | - | -- | -- | --- |
| 1º  | Oriente Petrolero | 29  | 14 | 9 | 2 | 3 | 36 | 15 | 21  |
| 2º  | Bolívar           | 25  | 14 | 7 | 4 | 3 | 31 | 19 | 12  |
| 3º  | San José          | 23  | 14 | 6 | 5 | 3 | 24 | 18 | 6   |
| 4º  | Chaco Petrolero   | 20  | 14 | 6 | 2 | 6 | 22 | 29 | -7  |
| 5º  | Stormers          | 14  | 14 | 3 | 5 | 6 | 21 | 30 | -9  |
| 6º  | Destroyers        | 9   | 14 | 2 | 3 | 9 | 10 | 31 | -21 |

#### Fixture
| Destroyers | 1 - 4 | Oriente Petrolero | Ramón Tahuichi Aguilera | 2 de marzo | 18:00 |
| San José   | 5 - 2 | Chaco Petrolero   | Jesús Bermúdez          | 3 de marzo | 15:00 |
| Stormers   | 1 - 2 | Bolívar           | Olímpico Patria         | 3 de marzo | 15:00 |

| Bolívar           | 1 - 1 | San José   | Hernando Siles          | 9 de marzo  | 20:00 |
| Chaco Petrolero   | 2 - 0 | Destroyers | Hernando Siles          | 10 de marzo | 20:00 |
| Oriente Petrolero | 3 - 2 | Stormers   | Ramón Tahuichi Aguilera | 10 de marzo | 20:00 |

| Chaco Petrolero   | 3 - 1 | Deportivo Municipal     | Hernando Siles          | 16 de marzo | 16:00 |
| Oriente Petrolero | 1 - 1 | Guabirá                 | Ramón Tahuichi Aguilera | 16 de marzo | 18:00 |
| San José          | 3 - 2 | Wilstermann             | Jesús Bermúdez          | 17 de marzo | 15:00 |
| Stormers          | 1 - 1 | Independiente Petrolero | Olímpico Patria         | 17 de marzo | 15:00 |
| Bolívar           | 0 - 0 | The Strongest           | Hernando Siles          | 17 de marzo | 16:00 |
| Destroyers        | 1 - 1 | Real Santa Cruz         | Ramón Tahuichi Aguilera | 17 de marzo | 18:00 |

| Chaco Petrolero | 1 - 2 | Bolívar           | Hernando Siles          | 23 de marzo | 16:00 |
| San José        | 1 - 0 | Oriente Petrolero | Jesús Bermúdez          | 24 de marzo | 15:00 |
| Destroyers      | 3 - 4 | Stormers          | Ramón Tahuichi Aguilera | 24 de marzo | 18:00 |

| Stormers          | 1 - 4 | San José        | Olímpico Patria         | 30 de marzo | 15:00 |
| Bolívar           | 4 - 1 | Destroyers      | Hernando Siles          | 31 de marzo | 16:00 |
| Oriente Petrolero | 6 - 0 | Chaco Petrolero | Ramón Tahuichi Aguilera | 1 de abril  | 18:00 |

| Real Santa Cruz         | 1 - 0 | Destroyers        | Ramón Tahuichi Aguilera | 6 de abril | 20:00 |
| Independiente Petrolero | 1 - 1 | Stormers          | Olímpico Patria         | 7 de abril | 16:00 |
| Wilstermann             | 1 - 1 | San José          | Félix Capriles          | 7 de abril | 16:00 |
| The Strongest           | 4 - 1 | Bolívar           | Hernando Siles          | 7 de abril | 16:00 |
| Deportivo Municipal     | 4 - 1 | Chaco Petrolero   | Hernando Siles          | 7 de abril | 18:00 |
| Guabirá                 | 0 - 2 | Oriente Petrolero | Gilberto Parada         | 7 de abril | 18:00 |

| San José        | 4 - 1 | Destroyers        | Jesús Bermúdez | 12 de abril | 20:00 |
| Chaco Petrolero | 2 - 0 | Stormers          | Hernando Siles | 13 de abril | 20:00 |
| Bolívar         | 4 - 1 | Oriente Petrolero | Hernando Siles | 14 de abril | 16:00 |

| Chaco Petrolero   | 3 - 1 | San José   | Hernando Siles          | 27 de abril | 20:00 |
| Bolívar           | 5 - 1 | Stormers   | Hernando Siles          | 28 de abril | 16:00 |
| Oriente Petrolero | 6 - 0 | Destroyers | Ramón Tahuichi Aguilera | 28 de abril | 18:00 |

| Destroyers | 1 - 0 | Chaco Petrolero   | Ramón Tahuichi Aguilera | 1 de mayo  | 20:00 |
| Stormers   | 1 - 1 | Oriente Petrolero | Olímpico Patria         | 1 de mayo  | 20:00 |
| San José   | 1 - 0 | Bolívar           | Jesús Bermúdez          | 15 de mayo | 20:00 |

| Destroyers        | 0 - 2 | Real Santa Cruz         | Ramón Tahuichi Aguilera | 11 de mayo | 18:00 |
| Chaco Petrolero   | 1 - 1 | Deportivo Municipal     | Hernando Siles          | 11 de mayo | 20:00 |
| San José          | 0 - 0 | Wilstermann             | Jesús Bermúdez          | 12 de mayo | 15:00 |
| Stormers          | 1 - 3 | Independiente Petrolero | Olímpico Patria         | 12 de mayo | 15:00 |
| Bolívar           | 3 - 1 | The Strongest           | Hernando Siles          | 12 de mayo | 16:00 |
| Oriente Petrolero | 2 - 1 | Guabirá                 | Ramón Tahuichi Aguilera | 12 de mayo | 18:00 |

| Stormers          | 2 - 0 | Destroyers      | Olímpico Patria         | 19 de mayo | 20:00 |
| Bolívar           | 5 - 1 | Chaco Petrolero | Hernando Siles          | 19 de mayo | 20:00 |
| Oriente Petrolero | 4 - 0 | San José        | Ramón Tahuichi Aguilera | 19 de mayo | 20:00 |

| Chaco Petrolero | 1 - 0 | Oriente Petrolero | Hernando Siles          | 29 de mayo | 18:00 |
| San José        | 2 - 1 | Stormers          | Jesús Bermúdez          | 29 de mayo | 20:00 |
| Destroyers      | 1 - 1 | Bolívar           | Ramón Tahuichi Aguilera | 29 de mayo | 20:00 |

| Independiente Petrolero | 1 - 3 | Stormers          | Olímpico Patria         | 1 de junio | 15:00 |
| Wilstermann             | 1 - 1 | San José          | Félix Capriles          | 1 de junio | 16:00 |
| Real Santa Cruz         | 0 - 0 | Destroyers        | Ramón Tahuichi Aguilera | 1 de junio | 18:00 |
| Deportivo Municipal     | 1 - 3 | Chaco Petrolero   | Hernando Siles          | 2 de junio | 14:00 |
| The Strongest           | 1 - 1 | Bolívar           | Hernando Siles          | 2 de junio | 16:00 |
| Guabirá                 | 1 - 2 | Oriente Petrolero | Gilberto Parada         | 2 de junio | 18:00 |

| Destroyers        | 1 - 0 | San José        | Ramón Tahuichi Aguilera | 4 de junio | 18:00 |
| Oriente Petrolero | 4 - 2 | Bolívar         | Ramón Tahuichi Aguilera | 5 de junio | 18:00 |
| Stormers          | 2 - 2 | Chaco Petrolero | Olímpico Patria         | 5 de junio | 20:00 |

### Fase Final
|  | Semifinales           | Semifinales           | Semifinales           |   |                 | Final                 | Final                 | Final                 | Final                 |  |
|  | Del 19 al 23 de junio | Del 19 al 23 de junio | Del 19 al 23 de junio |   |                 | Del 10 al 16 de julio | Del 10 al 16 de julio | Del 10 al 16 de julio | Del 10 al 16 de julio |  |
|  |                       |                       |                       |   |                 |                       |                       |                       |                       |  |
|  |                       |                       |                       |   |                 |                       |                       |                       |                       |  |
|  | The Strongest         | 3                     | 1                     |   |                 |                       |                       |                       |                       |  |
|  | The Strongest         | 3                     | 1                     |   |                 |                       |                       |                       |                       |  |
|  | Bolívar               | 0                     | 1                     |   |                 |                       |                       |                       |                       |  |
|  | Bolívar               | 0                     | 1                     |   | Real Santa Cruz | 2                     | 2                     | 1 (3)                 |                       |  |
|  |                       |                       |                       |   | Real Santa Cruz | 2                     | 2                     | 1 (3)                 |                       |  |
|  |                       |                       | The Strongest         | 4 | 0               | 1 (2)                 |                       |                       |                       |  |
|  | Oriente Petrolero     | 1                     | The Strongest         | 4 | 0               | 1 (2)                 | 0                     |                       |                       |  |
|  | Oriente Petrolero     | 1                     |                       |   |                 |                       | 0                     |                       |                       |  |
|  | Real Santa Cruz       | 1                     | 3                     |   |                 |                       |                       |                       |                       |  |
|  | Real Santa Cruz       | 1                     | 3                     |   |                 |                       |                       |                       |                       |  |
|  |                       |                       |                       |   |                 |                       |                       |                       |                       |  |

En cada llave, el equipo ubicado en la primera línea es el que ejerce la localía en el partido de ida. Ambos finalistas clasifican al Hexagonal Final.

## Torneo Clausura

### Fase de grupos

#### Grupo A
| Pos | Equipo                  | Pts | PJ | G | E | P | GF | GC | Dif |
| --- | ----------------------- | --- | -- | - | - | - | -- | -- | --- |
| 1º  | San José                | 19  | 12 | 5 | 4 | 3 | 24 | 12 | 12  |
| 2º  | Independiente Petrolero | 18  | 12 | 4 | 6 | 2 | 17 | 16 | 1   |
| 3º  | Destroyers              | 17  | 12 | 4 | 5 | 3 | 22 | 17 | 5   |
| 4º  | The Strongest           | 17  | 12 | 5 | 2 | 5 | 18 | 22 | -4  |
| 5º  | Chaco Petrolero         | 10  | 12 | 2 | 4 | 6 | 14 | 24 | -10 |
| 6º  | Guabirá                 | 9   | 12 | 2 | 3 | 7 | 14 | 25 | -11 |

|  | Clasificados al Hexagonal Final. |

#### Fixture
| Destroyers              | 2 - 0 | Guabirá         | Ramón Tahuichi Aguilera | 17 de julio | 18:00 |
| Independiente Petrolero | 2 - 1 | Chaco Petrolero | Olímpico Patria         | 17 de julio | 20:00 |
| The Strongest           | 2 - 6 | San José        | Hernando Siles          | 31 de julio | 20:00 |

| Guabirá    | 2 - 2 | The Strongest           | Gilberto Parada         | 20 de julio | 18:00 |
| San José   | 1 - 0 | Chaco Petrolero         | Jesús Bermúdez          | 21 de julio | 15:00 |
| Destroyers | 0 - 0 | Independiente Petrolero | Ramón Tahuichi Aguilera | 21 de julio | 18:00 |

| Independiente Petrolero | 1 - 0 | San José   | Olímpico Patria | 28 de julio | 15:00 |
| Chaco Petrolero         | 2 - 2 | Guabirá    | Hernando Siles  | 28 de julio | 16:00 |
| The Strongest           | 4 - 2 | Destroyers | Hernando Siles  | 28 de julio | 18:00 |

| The Strongest | 1 - 2 | Independiente Petrolero | Hernando Siles          | 4 de agosto | 16:00 |
| Guabirá       | 1 - 0 | San José                | Gilberto Parada         | 4 de agosto | 18:00 |
| Destroyers    | 5 - 0 | Chaco Petrolero         | Ramón Tahuichi Aguilera | 4 de agosto | 18:00 |

| Deportivo Municipal | 1 - 1 | Chaco Petrolero         | Hernando Siles          | 10 de agosto | 16:00 |
| Wilstermann         | 3 - 1 | San José                | Félix Capriles          | 10 de agosto | 16:00 |
| Real Santa Cruz     | 2 - 1 | Destroyers              | Ramón Tahuichi Aguilera | 10 de agosto | 18:00 |
| Stormers            | 2 - 2 | Independiente Petrolero | Olímpico Patria         | 11 de agosto | 15:00 |
| Bolívar             | 2 - 0 | The Strongest           | Hernando Siles          | 11 de agosto | 16:00 |
| Oriente Petrolero   | 3 - 0 | Guabirá                 | Ramón Tahuichi Aguilera | 11 de agosto | 18:00 |

| Chaco Petrolero         | 1 - 2 | The Strongest | Hernando Siles  | 17 de agosto | 16:00 |
| Independiente Petrolero | 4 - 1 | Guabirá       | Olímpico Patria | 18 de agosto | 15:00 |
| San José                | 2 - 2 | Destroyers    | Jesús Bermúdez  | 18 de agosto | 15:00 |

| San José        | 0 - 0 | The Strongest           | Jesús Bermúdez  | 4 de septiembre | 15:00 |
| Chaco Petrolero | 0 - 0 | Independiente Petrolero | Hernando Siles  | 4 de septiembre | 16:00 |
| Guabirá         | 1 - 2 | Destroyers              | Gilberto Parada | 4 de septiembre | 18:00 |

| Chaco Petrolero         | 2 - 2 | San José   | Hernando Siles  | 9 de septiembre | 18:00 |
| The Strongest           | 2 - 0 | Guabirá    | Hernando Siles  | 9 de septiembre | 20:00 |
| Independiente Petrolero | 2 - 2 | Destroyers | Olímpico Patria | 9 de septiembre | 20:00 |

| San José   | 5 - 1 | Independiente Petrolero | Jesús Bermúdez          | 15 de septiembre | 15:00 |
| Guabirá    | 4 - 1 | Chaco Petrolero         | Gilberto Parada         | 15 de septiembre | 18:00 |
| Destroyers | 0 - 1 | The Strongest           | Ramón Tahuichi Aguilera | 15 de septiembre | 18:00 |

| Chaco Petrolero         | 2 - 3 | Destroyers    | Hernando Siles  | 21 de septiembre | 16:00 |
| Independiente Petrolero | 1 - 2 | The Strongest | Olímpico Patria | 22 de septiembre | 15:00 |
| San José                | 2 - 0 | Guabirá       | Jesús Bermúdez  | 22 de septiembre | 15:00 |

| Guabirá                 | 1 - 3 | Oriente Petrolero   | Gilberto Parada         | 28 de septiembre | 18:00 |
| Chaco Petrolero         | 1 - 0 | Deportivo Municipal | Hernando Siles          | 29 de septiembre | 14:00 |
| The Strongest           | 0 - 3 | Bolívar             | Hernando Siles          | 29 de septiembre | 16:00 |
| Independiente Petrolero | 0 - 0 | Stormers            | Olímpico Patria         | 29 de septiembre | 16:00 |
| San José                | 5 - 0 | Wilstermann         | Jesús Bermúdez          | 29 de septiembre | 16:00 |
| Destroyers              | 2 - 2 | Real Santa Cruz     | Ramón Tahuichi Aguilera | 29 de septiembre | 18:00 |

| Guabirá       | 2 - 2 | Independiente Petrolero | Gilberto Parada         | 12 de octubre | 18:00 |
| Destroyers    | 1 - 1 | San José                | Ramón Tahuichi Aguilera | 13 de octubre | 20:00 |
| The Strongest | 2 - 3 | Chaco Petrolero         | Hernando Siles          | 13 de octubre | 20:00 |

#### Grupo B
| Pos | Equipo              | Pts | PJ | G | E | P | GF | GC | Dif |
| --- | ------------------- | --- | -- | - | - | - | -- | -- | --- |
| 1º  | Bolívar             | 30  | 12 | 9 | 3 | 0 | 31 | 13 | 18  |
| 2º  | Oriente Petrolero   | 18  | 12 | 5 | 3 | 4 | 19 | 18 | 1   |
| 3º  | Wilstermann         | 16  | 12 | 4 | 4 | 4 | 22 | 23 | -1  |
| 4º  | Deportivo Municipal | 14  | 12 | 3 | 5 | 4 | 23 | 28 | -5  |
| 5º  | Real Santa Cruz     | 13  | 12 | 3 | 4 | 5 | 21 | 26 | -5  |
| 6º  | Stormers            | 12  | 12 | 3 | 3 | 6 | 16 | 24 | -8  |

|  | Clasificados al Hexagonal Final. |

#### Fixture
| Deportivo Municipal | 3 - 1 | Stormers        | Hernando Siles          | 17 de julio | 20:00 |
| Wilstermann         | 2 - 2 | Bolívar         | Félix Capriles          | 18 de julio | 20:00 |
| Oriente Petrolero   | 0 - 0 | Real Santa Cruz | Ramón Tahuichi Aguilera | 31 de julio | 20:00 |

| Deportivo Municipal | 6 - 3 | Oriente Petrolero | Hernando Siles  | 20 de julio | 16:00 |
| Bolívar             | 3 - 0 | Real Santa Cruz   | Hernando Siles  | 21 de julio | 16:00 |
| Stormers            | 5 - 1 | Wilstermann       | Olímpico Patria | 21 de julio | 16:00 |

| Wilstermann       | 2 - 4 | Deportivo Municipal | Félix Capriles          | 28 de julio | 16:00 |
| Oriente Petrolero | 1 - 1 | Bolívar             | Ramón Tahuichi Aguilera | 28 de julio | 18:00 |
| Real Santa Cruz   | 6 - 0 | Stormers            | Ramón Tahuichi Aguilera | 28 de julio | 20:00 |

| Deportivo Municipal | 3 - 4 | Real Santa Cruz   | Hernando Siles  | 4 de agosto | 14:00 |
| Stormers            | 0 - 1 | Bolívar           | Olímpico Patria | 4 de agosto | 15:00 |
| Wilstermann         | 2 - 0 | Oriente Petrolero | Félix Capriles  | 4 de agosto | 16:00 |

| Deportivo Municipal | 1 - 1 | Chaco Petrolero         | Hernando Siles          | 10 de agosto | 16:00 |
| Wilstermann         | 3 - 1 | San José                | Félix Capriles          | 10 de agosto | 16:00 |
| Real Santa Cruz     | 2 - 1 | Destroyers              | Ramón Tahuichi Aguilera | 10 de agosto | 18:00 |
| Stormers            | 2 - 2 | Independiente Petrolero | Olímpico Patria         | 11 de agosto | 15:00 |
| Bolívar             | 2 - 0 | The Strongest           | Hernando Siles          | 11 de agosto | 16:00 |
| Oriente Petrolero   | 3 - 0 | Guabirá                 | Ramón Tahuichi Aguilera | 11 de agosto | 18:00 |

| Oriente Petrolero | 2 - 0 | Stormers            | Ramón Tahuichi Aguilera | 17 de agosto | 18:00 |
| Real Santa Cruz   | 2 -2  | Wilstermann         | Ramón Tahuichi Aguilera | 18 de agosto | 18:00 |
| Bolívar           | 5 - 0 | Deportivo Municipal | Hernando Siles          | 18 de agosto | 20:00 |

| Stormers        | 1 - 1 | Deportivo Municipal | Olímpico Patria         | 4 de septiembre | 15:00 |
| Bolívar         | 1 - 1 | Wilstermann         | Hernando Siles          | 5 de septiembre | 16:00 |
| Real Santa Cruz | 2 - 4 | Oriente Petrolero   | Ramón Tahuichi Aguilera | 5 de septiembre | 18:00 |

| Oriente Petrolero | 2 - 2 | Deportivo Municipal | Ramón Tahuichi Aguilera | 9 de septiembre | 18:00 |
| Real Santa Cruz   | 0 - 3 | Bolívar             | Ramón Tahuichi Aguilera | 9 de septiembre | 20:00 |
| Wilstermann       | 4 - 1 | Stormers            | Félix Capriles          | 9 de septiembre | 20:00 |

| Deportivo Municipal | 1 - 1 | Wilstermann       | Hernando Siles  | 14 de septiembre | 16:00 |
| Bolívar             | 2 - 0 | Oriente Petrolero | Hernando Siles  | 15 de septiembre | 16:00 |
| Stormers            | 3 - 2 | Real Santa Cruz   | Olímpico Patria | 15 de septiembre | 18:00 |

| Real Santa Cruz   | 1 - 1 | Deportivo Municipal | Ramón Tahuichi Aguilera | 21 de septiembre | 18:00 |
| Bolívar           | 2 - 1 | Stormers            | Hernando Siles          | 22 de septiembre | 16:00 |
| Oriente Petrolero | 1 - 0 | Wilstermann         | Ramón Tahuichi Aguilera | 22 de septiembre | 18:00 |

| Guabirá                 | 1 - 3 | Oriente Petrolero   | Gilberto Parada         | 28 de septiembre | 18:00 |
| Chaco Petrolero         | 1 - 0 | Deportivo Municipal | Hernando Siles          | 29 de septiembre | 14:00 |
| The Strongest           | 0 - 3 | Bolívar             | Hernando Siles          | 29 de septiembre | 16:00 |
| Independiente Petrolero | 0 - 0 | Stormers            | Olímpico Patria         | 29 de septiembre | 16:00 |
| San José                | 5 - 0 | Wilstermann         | Jesús Bermúdez          | 29 de septiembre | 16:00 |
| Destroyers              | 2 - 2 | Real Santa Cruz     | Ramón Tahuichi Aguilera | 29 de septiembre | 18:00 |

| Stormers            | 2 - 0 | Oriente Petrolero | Olímpico Patria | 13 de octubre | 20:00 |
| Wilstermann         | 4 - 0 | Real Santa Cruz   | Félix Capriles  | 13 de octubre | 20:00 |
| Deportivo Municipal | 1 - 6 | Bolívar           | Hernando Siles  | 13 de octubre | 20:00 |

## Hexagonal Final
Participaron de esta fase los dos mejores equipos de los grupos A y B del Torneo Clausura más los dos finalistas del Torneo Apertura. Donde el equipo mejor posicionado se consagraría campeón, pero debido al empate en puntos entre dos equipos recurrieron a jugar un partido extra para definir al campeón de la Temporada.
| Pos | Equipo                  | Pts | PJ | G | E | P | GF | GC | Dif |
| --- | ----------------------- | --- | -- | - | - | - | -- | -- | --- |
| 1º  | Bolívar                 | 17  | 10 | 4 | 5 | 1 | 15 | 7  | 8   |
| 1º  | Oriente Petrolero       | 17  | 10 | 5 | 2 | 3 | 11 | 12 | -1  |
| 3º  | The Strongest           | 15  | 10 | 4 | 3 | 3 | 21 | 19 | 2   |
| 4º  | Independiente Petrolero | 14  | 10 | 4 | 2 | 4 | 10 | 14 | -4  |
| 5º  | San José                | 12  | 10 | 3 | 3 | 4 | 13 | 11 | 2   |
| 6º  | Real Santa Cruz         | 7   | 10 | 2 | 1 | 7 | 9  | 22 | -13 |

|  | Definieron el campeonato en partido extra. |

### Fixture
| Independiente Petrolero | 1 - 0 | Oriente Petrolero | Olímpico Patria         | 17 de octubre | 20:00 |
| The Strongest           | 0 - 0 | Bolívar           | Hernando Siles          | 18 de octubre | 20:00 |
| Real Santa Cruz         | 2 - 0 | San José          | Ramón Tahuichi Aguilera | 18 de octubre | 20:00 |

| San José        | 1 - 1 | The Strongest           | Jesús Bermúdez          | 21 de octubre | 15:00 |
| Bolívar         | 0 - 0 | Oriente Petrolero       | Hernando Siles          | 21 de octubre | 16:00 |
| Real Santa Cruz | 1 - 1 | Independiente Petrolero | Ramón Tahuichi Aguilera | 21 de octubre | 18:00 |

| Independiente Petrolero | 1 - 1 | Bolívar         | Olímpico Patria         | 24 de octubre | 20:00 |
| The Strongest           | 5 - 2 | Real Santa Cruz | Hernando Siles          | 24 de octubre | 20:00 |
| Oriente Petrolero       | 1 - 1 | San José        | Ramón Tahuichi Aguilera | 24 de octubre | 20:00 |

| San José        | 0 - 0 | Bolívar                 | Jesús Bermúdez          | 27 de octubre | 15:00 |
| The Strongest   | 5 - 0 | Independiente Petrolero | Hernando Siles          | 27 de octubre | 16:00 |
| Real Santa Cruz | 1 - 2 | Oriente Petrolero       | Ramón Tahuichi Aguilera | 27 de octubre | 18:00 |

| Independiente Petrolero | 2 - 0 | San José        | Olímpico Patria         | 16 de noviembre | 15:00 |
| Bolívar                 | 4 - 0 | Real Santa Cruz | Hernando Siles          | 17 de noviembre | 16:00 |
| Oriente Petrolero       | 2 - 1 | The Strongest   | Ramón Tahuichi Aguilera | 17 de noviembre | 18:00 |

| Bolívar           | 1 - 1 | The Strongest           | Hernando Siles          | 20 de noviembre | 20:00 |
| San José          | 5 - 1 | Real Santa Cruz         | Jesús Bermúdez          | 20 de noviembre | 20:00 |
| Oriente Petrolero | 2 - 1 | Independiente Petrolero | Ramón Tahuichi Aguilera | 20 de noviembre | 20:00 |

| Independiente Petrolero | 1 - 0 | Real Santa Cruz | Olímpico Patria         | 24 de noviembre | 15:00 |
| The Strongest           | 2 - 0 | San José        | Hernando Siles          | 24 de noviembre | 16:00 |
| Oriente Petrolero       | 3 - 2 | Bolívar         | Ramón Tahuichi Aguilera | 24 de noviembre | 18:00 |

| Bolívar         | 2 - 0 | Independiente Petrolero | Hernando Siles          | 27 de noviembre | 20:00 |
| Real Santa Cruz | 1 - 0 | The Strongest           | Ramón Tahuichi Aguilera | 27 de noviembre | 20:00 |
| San José        | 3 - 0 | Oriente Petrolero       | Jesús Bermúdez          | 27 de noviembre | 20:00 |

| Independiente Petrolero | 3 - 1 | The Strongest   | Olímpico Patria         | 30 de noviembre | 15:00 |
| Bolívar                 | 2 - 1 | San José        | Hernando Siles          | 30 de noviembre | 16:00 |
| Oriente Petrolero       | 1 - 0 | Real Santa Cruz | Ramón Tahuichi Aguilera | 30 de noviembre | 18:00 |

| San José        | 2 - 0 | Independiente Petrolero | Jesús Bermúdez          | 3 de diciembre | 18:00 |
| The Strongest   | 2 - 0 | Oriente Petrolero       | Hernando Siles          | 3 de diciembre | 20:00 |
| Real Santa Cruz | 1 - 2 | Bolívar                 | Ramón Tahuichi Aguilera | 3 de diciembre | 20:00 |

### Definición del Campeonato
Los equipos de Bolívar y Oriente Petrolero tras empatar en puntos en la primera posición disputaron un partido extra en cancha neutral para definir al campeón de la temporada.
| 18 de diciembre de 1996, 20:00 (UTC-4) | Bolívar | 3:1     | Oriente Petrolero | Estadio Félix Capriles, Cochabamba |  |
|                                        |         | Reporte |                   |                                    |  |

## Campeón
|                                                             |
| Bolívar 10.o Título Liguero 16.o Título de Primera División |

### Definición del Subcampeonato
Los equipos de Real Santa Cruz y Oriente Petrolero, ganador del Torneo Apertura y finalista del Hexagonal Final respectivamente, definieron en un partido extra el subcampeonato y el cupo Bolivia 2 para la Copa Libertadores 1997.
| 22 de diciembre de 1996, 20:00 (UTC-4) | Oriente Petrolero | 2:1     | Real Santa Cruz | Estadio Ramón Tahuichi Aguilera, Santa Cruz |  |
|                                        |                   | Reporte |                 |                                             |  |

## Sistema de Descenso
Para establecer el descenso directo e indirecto al final de la Temporada 1996, se aplicó el punto promedio a los torneos de las Temporadas 1995 y 1996.

| Pos. | Equipo                  | 1995 | 1996 | Total | PJ | Prom.  |
| ---- | ----------------------- | ---- | ---- | ----- | -- | ------ |
| 1.   | Bolívar                 | 43   | 55   | 98    | 54 | 1.8148 |
| 2.   | San José                | 51   | 46   | 97    | 54 | 1.7963 |
| 3.   | Oriente Petrolero       | 49   | 47   | 96    | 54 | 1.7777 |
| 4.   | The Strongest           | 44   | 42   | 86    | 54 | 1.5926 |
| 5.   | Guabirá                 | 53   | 22   | 75    | 54 | 1.3889 |
| 6.   | Real Santa Cruz         | 34   | 37   | 71    | 54 | 1.3148 |
| 7.   | Deportivo Municipal     | –    | 34   | 34    | 26 | 1.3077 |
| 8.   | Wilstermann             | 33   | 34   | 67    | 54 | 1.2407 |
| 9.   | Independiente Petrolero | 35   | 28   | 63    | 54 | 1.1666 |
| 10.  | Chaco Petrolero         | –    | 30   | 30    | 26 | 1.1538 |
| 11.  | Destroyers Nota         | 33   | 26   | 59    | 54 | 1.0926 |
| 12.  | Stormers Nota           | 33   | 26   | 59    | 54 | 1.0926 |

|  | Descenso Indirecto: Partidos de Promoción contra Universidad Cruceña (Subcampeón de la Copa Simón Bolívar 1996). |
|  | Descenso Directo: Reemplazado por Blooming (Campeón de la Copa Simón Bolívar 1996)                               |

Desempate por el descenso directo
Los equipos de Destroyers y Stormers empataron en el punto-promedio en la última posición de la tabla de descenso, por lo que tuvieron que disputar un partido en cancha neutral para definir el descenso. El perdedor descendió a segunda división, mientras que el ganador disputó la serie de ascenso-descenso indirecto para tratar de mantener la categoría.
| 4 de noviembre de 1996, 20:00 (UTC-4) | Destroyers | 3:2 | Stormers | Estadio Félix Capriles, Cochabamba |  |

### Serie Ascenso - Descenso Indirecto
| Club                | Ida (Santa Cruz) | Vuelta (Santa Cruz) |
| ------------------- | ---------------- | ------------------- |
| Universidad Cruceña | 0                | 0                   |
| Destroyers          | 8                | 6                   |

|  | Destroyers: permanece en 1ª División. |